# Українсько-китайський словник

Зображення обкладинки і 500-ї сторінки «Українсько-китайського словника» 1999 року

Українсько-китайський словник (кит. спр. 乌克兰语汉语词典, піньїнь: wūkèlányǔ hànyǔ cídiǎn, акад. укеланью ханью цидянь) — вперше виданий 1990 року. Головний редактор — Чжен Шупу з Інституту лексикографії Хейлунцзянського університету (кит. спр. 黑龙江大学辞书研究所, піньїнь: Hēilóngjiāng dàxué císhū yánjiūsuǒ, акад. Хейлунцзян дасюе цишу яньцзюсо).
У 1999 році словник був перевиданий у Пекіні. Друге видання містить близько 21 тис. слів, приблизно 962 тис. знаків, 578 сторінок. Наклад — 2 500 примірників. Вартість примірника — 35 юанів.
При складанні словника використані такі джерела:
1. Короткий тлумачний словник української мови, Київ, «Радянська школа», 1978;
2. Українсько-російський словник, Видавництво «Наукова думка», Київ, 1971;
3. Українсько-англійський словник, University of Toronto Press;
4. Орфоепічний словник, Київ, «Радянська школа», 1984.

По суті, словник призначений для китайськомовних користувачів, які вивчають українську мову, адже переклад слів на китайську не містить «фонетичної транскрипції» піньїнь, граматична належність поданих слів (рід, число тощо) вказуються китайською мовою, наприкінці словника подано лінгвістичні відомості з української мови, а шрифт, якими надруковані ієрогліфи, достатньо нерозбірливий для користувачів, рідна мова яких не є китайською. Словник містить мало прикладів уживання слів у реченнях та не містить ілюстрацій.
У 2013 році за участі Чжена Шупу (заступник головного редактора) вийшов «Новий українсько-китайський словник», що базується на українсько-російському словнику та «Українській радянській енциклопедії».